# Piotr Bogusław Jędrzejczak
Piotr-Bogusław Jędrzejczak – reżyser teatralny a także kulturoznawca-teatrolog i psycholog.
Ukończył studia na Wydziale Reżyserii Dramatu Państwowej Wyższej Szkoły Teatralnej im. Ludwika Solskiego w Krakowie, a wcześniej kulturoznawstwo-teatrologię i psychologię na Uniwersytecie Łódzkim.
Autor powieści dla młodzieży Dziennik klikomanki i podręcznika Jak w Polsce zostać aktorem, współautor książki Łódzkie sceny lalkowe; publikacje (fabularne i fachowe) w prasie.
Wykładowca, juror festiwali teatralnych i konkursów recytatorskich, szkoleniowiec
w zakresie sztuki publicznych wystąpień (m.in. stała współpraca z Europejską Akademią Dyplomacji).
W latach 1996–1998 dyrektor naczelny i artystyczny Lubuskiego Teatru im. Leona Kruczkowskiego w Zielonej Górze.
Członek Sekcji Reżyserów Związku Artystów Scen Polskich.
Dyrektor artystyczny autorskich festiwali:
- Kalinowych Nocy, Kalinowych Dni im. Kaliny Jędrusik w Częstochowie,
- Festiwalu Piosenki Literackiej im. Łucji Prus „W żółtych płomieniach liści” w Białymstoku,
- Festiwalu Bluesowo-Rockowego im. Miry Kubasińskiej „Wielki Ogień” w Ostrowcu Świętokrzyskim (którego jest również pomysłodawcą)[1][2],
- SkArPy – Transgranicznego Festiwalu Sztuk im. Stefana Themersona w Płocku.

Dotychczasowe (2010) realizacje teatralne:
Łódź:
Teatr Studyjny:
„Niejaki Piórko” według Henri Michaux – scenariusz, reżyseria, opracowanie muzyczne,
„Czerwone pantofelki Eliški” (według „Przerw w zabudowie”) Bohumila Hrabala – adaptacja, reżyseria, opracowanie muzyczne,
„Romeo i Julia” Wiliama Shakespeare’a – reżyseria, scenografia,
„Druga generalna, czyli via bank” – własny scenariusz, reżyseria, opracowanie muzyczne, scenografia,
Teatr Powszechny:
„Shirley Valentine” Willy’ego Russella – reżyseria, opracowanie muzyczne,
Muzeum Kinematografii:
„Hotel Wanz” – scenariusz, reżyseria, opracowanie muzyczne,
Teatr 77/Stowarzyszenie Progress:
„Z półświatka na salony, czyli varié̷tés na kuchennych schodach” – scenariusz, reżyseria, opracowanie muzyczne, scenografia.
Teatr Mały:
„Piosenki z pianką (Brassens à la brasserie)” – scenariusz, reżyseria, kostiumy.
Tarnów:
Teatr im. Ludwika Solskiego:
„Droga do Mekki” Athola Fugarda – reżyseria, opracowanie muzyczne.
Kraków:
Teatr STU:
„Mam 6 lat” (przedstawienie dla dorosłych!) – I cz. spektaklu – scenariusz, reżyseria, opracowanie muzyczne, scenografia, kostiumy, ruch sceniczny, osobisty udział
w przedstawieniu.
Kalisz:
Teatr im. Wojciecha Bogusławskiego:
„Osiem kobiet” Roberta Thomasa – reżyseria, opracowanie muzyczne,
Poznań:
Teatr Animacji Centrum Kultury Zamek:
„Wielka arfa” według Augusta Strindberga – scenariusz, reżyseria –  prapremiera,
Teatr Wielki im. Stanisława Moniuszki:
„Święty Franciszek i wilk z Gubbio czyli Kotlety świętego Franciszka” Stefana Themersona – reżyseria,
Zielona Góra:
Lubuski Teatr im. Leona Kruczkowskiego:
„Szczęśliwe dni” Samuela Becketta – reżyseria,
„Jubileusz” George Taboriego – reżyseria, opracowanie muzyczne,
„Apetyt na czereśnie” Agnieszki Osieckiej – reżyseria, opracowanie muzyczne,
„Co widział kamerdyner” Joego Ortona – reżyseria, opracowanie muzyczne,
„Pilot morski w tarapatach” według Augusta Strindberga – scenariusz, reżyseria –  prapremiera
Kielce:
Teatr im. Stefana Żeromskiego:
„Mały Książę” według Antoine’a de Saint – Exupéry’ego – scenariusz, reżyseria,
„Kubuś i jego pan” Milana Kundery według Denisa Diderota – reżyseria,
„Jadzia wdowa” Juliana Tuwima według Ryszarda Ruszkowskiego – reżyseria,
„Rybak i jego dusza” według Oscara Wilde’a – adaptacja,  reżyseria (prapremiera).
Dom Środowisk Twórczych
„Aktor reaktor” Artura Belinga – reżyseria, scenografia, opracowanie muzyczne.
Szczecin:
Teatr Współczesny:
„Coś w rodzaju miłości” Arthura Millera – reżyseria, opracowanie muzyczne,
„Elegia dla jednej pani” Arthura Millera – reżyseria, opracowanie muzyczne
(wraz z poprzednią pozycją tworzy dyptyk  pod tytułem ”Dwustronne lustro”),
„Lato Muminków” według Tøve Jansson  – reżyseria,
Opera na Zamku:
„Ania z Zielonego Wzgórza” według Lucy de Maud Montgomery – reżyseria.
Płock:
Teatr Dramatyczny im. Jerzego Szaniawskiego:
„Aktor reaktor” Artura Belinga – reżyseria, scenografia, opracowanie muzyczne,
„Mmaa” według Stefana Themersona – adaptacja, reżyseria.

## Źródła
- www.e-teatr.pl/baza osób
- www.e-teatr.pl/baza realizacji
- www.e-teatr.pl/baza recenzji
- www.opera.poznan.pl/page.php/1/0/show/1970/